# Kanton Sèvres
Kanton Sèvres is een voormalig kanton van het Franse departement Hauts-de-Seine. Kanton Sèvres maakte deel uit van het arrondissement Boulogne-Billancourt en telde 22.534 inwoners (1999).
Het werd opgeheven bij decreet van 24 februari 2014, met uitwerking in maart 2015.

## Gemeenten
Het kanton Sèvres omvatte enkel de gemeente Sèvres.